# Lorenzo Natali
Lorenzo Natali (Florència, Itàlia, 1922 - Roma 1989) fou un periodista i polític italià, figura destacada de la Unió Europea (UE), i que fou diverses vegades ministre al seu país i Vicepresident de la Comissió Europea en dues ocasions.

## Biografia
Va néixer el 2 d'octubre de 1922 a la ciutat de Florència. Membre de les forces partizanes del seu país durant la Segona Guerra Mundial, fou finalment ferit i condecorat per la seva lluita en favor de la llibertat.
Morí el 29 d'agost de 1989 a la seva residència de Roma.

## Activitat política
Membre de la Democràcia Italiana, després de la Guerra fou escollit diputat i membre del Consell Nacional del seu partit. Al llarg de la seva carrera política participà en diversos governs, sent nomenat l'any 1955 sotsecratari de la Presidència del Consell de Ministres italians per part del Primer Ministre Antonio Segni. Posteriorment fou nomenat sotsecretari del Ministeri de Finances (maig 1957-febrer 1959) i del Ministeri del Tresor (març 1960-desembre 1963). L'any 1966 Aldo Moro el nomenà Ministre de Marina Mercant, per esdevenir Ministre d'Infraestructures sota el govern de Giovanni Leone el juny de 1968; de Turisme i Espectacles per part de Mariano Rumor entre desembre de 1968 i agost de 1959 i d'Agricultura entre el març de 1970 i juliol de 1973.
El 6 de gener de 1977 fou nomenat Vicepresident de la Comissió Europea en la Comissió Jenkins, càrrec que va desenvolupar fins al gener de 1985. Així mateix fou nomenat Comissari Europeu responsable de l'Ampliació, Medi Ambient i Seguretat Nuclear. En la formació de la Comissió Thorn fou nomenat Comissari Europeu de política mediterrània i de Comunicació, mantenint així mateix la cartera responsable de l'ampliació de la Unió Europea, sent un dels principals responsables de l'entrada de Grècia, Espanya i Portugal a la UE. Membre de la Comissió Delors I, fou nomenat novament Vicepresident de la mateixa i responsable de Cooperació i Desenvolupament així com de l'Ampliació de la UE.